# Аркаллаев, Нурулислам Гаджиевич
Аркаллаев Нурулислам Гаджиевич (род. 19 января 1961, село Кумух, Лакский район, Дагестан, Россия) — народный депутат Украины, член Партии Регионов, президент федерации дзюдо Донецкой области.

## Образование
Образование высшее. С 1979 по 1981 год учился в Донецком техникуме физкультуры и спорта профтехобразования СССР по специальности «Физическая культура», по окончании которого присвоена квалификация «преподаватель физической культуры». В 1985 году окончил факультет общественных профессий Донецкого Государственного университета, получил квалификацию «общественный тренер по борьбе самбо, дзюдо». В 1988 году получил квалификацию экономиста по специальности «Бухгалтерский учёт и анализ хозяйственной деятельности» в Донецком государственном университете.

## Трудовая деятельность
С октября 1999 по март 2001 года занимал должность заместителя директора по внешнеэкономической деятельности совместного предприятия «Укр-Рос Инвест», которое оставил по собственному желанию. С августа 2004 года занимал должность заместителя директора по внешнеэкономическим связям ООО "Аквилон ". В феврале 2005 года уволился по собственному желанию. С апреля 2005 по февраль 2006 года занимал должность Председателя наблюдательного совета ООО «Аквилон», которую тоже оставил по собственному желанию.
Народный депутат Верховной Рады Украины V, VI и VII созыва.

## Общественная деятельность
С начала 2003 года избран президентом федерации дзюдо Донецкой области.

## Личная жизнь
Отец: Гаджи родился в 1924 году, в семье оружейного мастера, работал преподавателем физики и математики, завучем в школах Лакского района. С 1960 по 1967 год был директором кумухской школы. Брат: Микдар — заслуженный тренер России по боксу.